# Калужская духовная семинария
Калужская православная духовная семинария — учреждение высшего профессионального православного религиозного образования Калужской и Боровской епархии Русской Православной Церкви. Ректор — митрополит Калужский и Боровский Климент (Капалин).

## История
Создана в 1775 году, во время посещения Калуги императрицей Екатериной II, сопровождаемой архиепископом Московским Платоном (Левшиным). Калужское Духовное училище сразу после своего создания стало именоваться семинарией.
Первоначально училище помещалось в городе, на Жировке, в казённом доме. Официальное же его открытие в Лаврентьевом монастыре состоялось в 1776 году.
Лучших из учеников переводили в Московскую духовную академию — с зачислением в различные классы в зависимости от уровня знаний. Большая часть преподавателей были выпускниками МДА.
В 1800 году уже были открыты риторический и философский классы, а в 1802 году — богословский.
Во время войны 1812 года семинария была эвакуирована в Орёл, а в её здании размещался военный лазарет.
По декрету Совнаркома от 2 декабря 1917 года о переходе духовно-учебных заведений в ведение бывшего министерства народного просвещения все семинарии, в том числе и Калужская, были закрыты, а их имущество передано Наркомпросу.
В 1992 году стараниями архиепископа Климента (Капалина) в Калуге было открыто Духовное училище. Преподавательский состав был сформирован из духовенства епархии. Программа обучения составлена по образцу московских духовных школ, курс обучения — 3 года.
В 1996 году училище преобразовано в семинарию, с переходом на четырехлетний курс обучения. Учебные программы ориентированы на курс Московской духовной семинарии.
В 2000 году был осуществлен переход к пятилетнему курсу обучения.

## Ректоры
- Иона (Василевский) (1808—1810)
- Феофилакт (Ширяев) (1814—1821)
- Венедикт (Григорович) (сентябрь 1821 — 31 августа 1829)
- Владимир (Алявдин) (25 сентября 1829 — 5 декабря 1834)
- Израиль (Лукин) (10 февраля 1834 — 1843)
- Феофилакт (Губин) (3 мая 1850—1857)
- Агапит (Лопатин) (1858—1860)
- Герасим (Добросердов) (12 марта 1860—1863)
- Асинкрит (Верещагин) (08.03.1863 — 1870)
- Иосиф (Баженов) (10 июля 1870—1873)
- Мисаил (Крылов) (9 апреля 1878 — 23 октября 1879) и.д.
- Авраамий (Летницкий) (23 октября 1879—1880)
- Д. Е. Лужецкий (ок. 1891)
- Александр (Трапицын) (28 июля 1901 — 1904)
- Никодим (Кононов) (1904 — 17 марта 1909)
- Преображенский, Алексей Александрович, протоиерей (11 апреля 1909 — 1918)
- Климент (Капалин) (1996 — 29 мая 2013) и/о
- Климент (Капалин) (29 мая 2013 ― 15 мая 2025)
- Третьяков, Сергий Владимирович, протоиерей (с 15 мая 2025)

## Известные выпускники
Из выпускников Семинарии было 16 епископов.
- Никодим (Преображенский), еп. Забайкальский (1879)
- Иона (Васильевский) — митрополит, Экзарх Грузии
- Антоний (Амфитеатров) — архиепископ Казанский
- Серафим (Глаголевский) — митрополит Санкт-Петербургский
- Тихон (Малинин) — архиепископ Астраханский и Ставропольский, член св. синода, гебраист.
- Иннокентий (Орлов) (в миру Иван Иванович; 1798—1870) — архимандрит Русской православной церкви.
- Кирилл (Наумов) — автор первого в России труда о пасторологии, бывший долгие годы начальником Русской Духовной Миссии в Иерусалиме
- Амфилохий (Казанский) — епископ Угличский
- Виталий (Борисов-Жегачев) — епископ Астраханский, известный палеограф.
- Иоанн Янышев, протопресвитер, духовник императорской семьи
- Н. А. Елеонский — дворцовый протоиерей
- Н. П. Пухов — командующий армиями в Великой Отечественной войне, генерал-полковник, Герой Советского Союза.
- И. А. Чистович — проф. СПбДА
- М. И. Сабуров — проф. МДА
- Н. Л. Зайцев — профессор КДА
- Я. А. Чистович — ректор и профессор Петербургской Медико-хирургической академии,
- Н. И. Соколов — профессор Петербургской Медико-хирургической академии
- М. М. Троицкий — психолог, профессор Московского Университета
- А. И. Чупров — экономист, профессор Московского Университета
- В. Т. Покровский — профессор Петербургского университета